# Cirsium lineare
Cirsium lineare là một loài thực vật có hoa trong họ Cúc. Loài này được (Thunb.) Sch.Bip. mô tả khoa học đầu tiên năm 1847.